# Silifke
Silifke è una città della Turchia, centro dell'omonimo distretto della provincia di Mersin.
In antico, la città era conosciuta come Seleucia (in greco Σελεύκεια?). Per distinguerla dalle altre città con questo nome era anche detta Seleucia ad Calycadnum (Seleucia sul Calicadno), Seleucia Tracheotis, Seleucia Trachea, Seleucia di Isauria o, ancora, Seleucia in Cilicia.

## Geografia fisica
Silifke dista circa 80 chilometri da Mersin e si trova sulle rive del fiume Seyhan. A 31 km si trovano i resti dell'antica colonia greca di Afrodisia.